# Логічний вентиль

Елемент «І»

Логічний вентиль — базовий елемент цифрової схеми, що виконує (обчислює) елементарну логічну операцію, перетворюючи таким чином вхідні логічні сигнали у вихідний логічний сигнал. Логіка роботи вентиля заснована на бітових операціях зі вхідними цифровими сигналами як операндами. При створенні цифрової схеми вентилі з'єднують між собою, при цьому вихід використовуваного вентиля повинен бути підключений до одного або до декількох входів інших вентилів.
В сучасних цифрових пристроях домінують електронні логічні вентилі на базі польових транзисторів, однак у минулому для створення вентилів використовувалися й інші пристрої, наприклад, електромагнітні реле, гідравлічні пристрої, а також механічні пристрої. У пошуках більш досконалих логічних вентилів досліджуються квантові пристрої, біологічні молекули, фононні теплові системи.
В цифровій електроніці логічний рівень сигналу представлений у вигляді рівня напруги (що потрапляє в один з двох діапазонів) або у вигляді значення струму. Це залежить від типу використовуваної технології побудови електронної логіки.

## Типи логічних вентилів
| A | B | Y |
| - | - | - |
| 0 | 0 | 0 |
| 0 | 1 | 0 |
| 1 | 0 | 0 |
| 1 | 1 | 1 |

| A | B | Y |
| - | - | - |
| 0 | 0 | 0 |
| 0 | 1 | 1 |
| 1 | 0 | 1 |
| 1 | 1 | 1 |

| A | Y |
| - | - |
| 0 | 1 |
| 1 | 0 |

| A | Y |
| - | - |
| 0 | 0 |
| 1 | 1 |

| A | B | Y |
| - | - | - |
| 0 | 0 | 1 |
| 0 | 1 | 1 |
| 1 | 0 | 1 |
| 1 | 1 | 0 |

| A | B | Y |
| - | - | - |
| 0 | 0 | 1 |
| 0 | 1 | 0 |
| 1 | 0 | 0 |
| 1 | 1 | 0 |

| A | B | Y |
| - | - | - |
| 0 | 0 | 0 |
| 0 | 1 | 1 |
| 1 | 0 | 1 |
| 1 | 1 | 0 |

| A | B | Y |
| - | - | - |
| 0 | 0 | 1 |
| 0 | 1 | 0 |
| 1 | 0 | 0 |
| 1 | 1 | 1 |

## Технологія виготовлення логічних вентилів
Відповідно до елементної бази виготовлення логічних вентилів використовуються:
- РТЛ — резисторно-транзисторна логіка (застаріла і замінена на ТТЛ);
- ДТЛ — діодно-транзисторна логіка (застаріла, замінена на ТТЛ);
- ТТЛ — транзисторно-транзисторна логіка — логічний вентиль базується на багатоемітерних біполярних транзисторах на вході;
- ТТЛШ — транзисторно-транзисторна логіка з діодами Шоткі — вдосконалена ТТЛ, в якій використовуються біполярні транзистори з ефектом Шотткі;
- ЕЗЛ — емітерно-зв'язана логіка — логічний вентиль базується на диференціальному каскаді з біполярних транзисторів, режим роботи яких підібраний так, щоб вони не входили в режим насичення, — що істотно підвищує швидкодію;
- ІІЛ — інтегрально-інжекційна логіка;
- КМОН — логіка на базі комплементарних МОН-транзисторів;
- БіКМОН — логіка на базі як біполярних, так і комплементарних МОН-транзисторів.

КМОН і ТТЛ (ТТЛШ) технології є найпоширенішими технологіями логічних мікросхем.
Перевагою логічних елементів, виготовлених за КМОН-технологією, є низьке енергоспоживання в статичному режимі та високий вхідний опір входів логічних елементів, що дозволяє підключати більше входів до одного виходу. Слабким місцем перших серій КМОН-мікросхем є уразливість від статичної електрики — досить торкнутися рукою виводів мікросхеми і її цілісність вже не гарантується.
Логічні елементи, виконані за ТТЛ-технологією, мають більшу швидкодію, ніж перші серії КМОН-елементів, але й значно більше енергоспоживання в статичному режимі.
Практично всі сучасні серії логічних ІМС виконуються за технологією КМОН. В них усунуті недоліки, властиві мікросхемам перших серій, такі, як невисока швидкодія. Чутливість до статичної електрики зменшена завдяки спеціальним захисним структурам на входах мікросхем. Діапазон робочої напруги живлення включає як напругу, яка використовувалася для ТТЛ-мікросхем (5 В), так і значно нижчі напруги, що дозволяє знизити енергоспоживання в динамічному режимі та спростити проектування приладів з батарейним живленням. Однотипні мікросхеми різних серій (як ТТЛ, так і КМОН), як правило, мають однакові призначення виводів корпуса, що дозволяє заміняти при відповідності інших параметрів мікросхеми одних серій мікросхемами інших серій.
Детальні параметри мікросхем різних серій вказані в документації виробника.
Мікросхеми, виготовлені за ЕЗЛ-технологією є найшвидшими, але і найбільш енергоспоживаючими, і застосовувалися при виробництві обчислювальної техніки в тих випадках, коли найважливішим параметром була швидкість обчислення. У СРСР найпродуктивніші ЕОМ типу ЕС106х виготовлялися на ЕЗЛ-мікросхемах. Зараз ця технологія використовується рідко.

## Історія і розвиток
Двійкова система числення була доопрацьована Г. В. Лейбніцем (опубліковано у 1705), який в свою чергу почав вивчати її під впливом стародавньої двійкової системи з І Цзін'. Лейбніц встановив, що за допомогою двійкової системи можна об'єднати принципи арифметики і логіки.
Згодом у листі 1886 р., Чарлз Сандерс Пірс описав як логічні операції можна втілити за допомогою електричних кіл із перемикачами. Згодом, реле для логічних операцій замінили вакуумні лампи. Вальтер Боте, винахідник схеми порівняння, отримав частину Нобелівської премії з фізики в 1954, за відкриття першого сучасного електронного вентиля, що виконував логічну операцію І в 1924. Конрад Цузе розробив і побудував електромеханічні логічні вентилі для свого комп'ютера Z1 (в 1935–38). 
З 1934 пр 1936, інженер компанії NEC Акіра Накашима представив теорію комутованих кіл, у серії статей, що описували двохелементну булеву алгебру, яка незалежно може описувати операції перемикальних кіл. Його роботу згодом цитував Клод Шеннон, який в 1937 р. працював над використанням булевої алгебри для аналізу і дизайну перемикальних кіл. Використання цієї властивості електричних перемикачів для виконання логіки стало фундаментальною концепцією, що лежить в основі всіх електронних цифрових комп'ютерів. Теорія комутованих кіл стала основою для проектування цифрових схем, оскільки стала широко відомою в електротехнічній спільноті під час і після Другої світової війни.
Активні дослідження відбуваються із винайдення молекулярних логічних елементів.